# Villy Haugen
Villy Haugen (* 27. September 1944 in Leksvik) ist ein ehemaliger norwegischer Eisschnellläufer.
Haugen, der für den SK Falken startete, nahm von 1963 bis 1967 an internationalen Wettbewerben teil. Dabei wurde er im Februar 1964 bei seinen einzigen Teilnahme an Olympischen Winterspielen in Innsbruck Achter über 500 m. Zudem gewann er dort mit einer Zeit von 2 Minuten und 11,2 Sekunden die Bronzemedaille über 1500 m. Er startete bei keiner Mehrkampfweltmeisterschaft und Mehrkampfeuropameisterschaft. Seine beste Platzierung bei norwegischen Mehrkampfmeisterschaften erreichte er im Jahr 1966 mit dem 11. Platz.

## Persönliche Bestzeiten
| Disziplin | Zeit        | Datum            | Ort       |
| --------- | ----------- | ---------------- | --------- |
| 500 m     | 41,1 s      | 4. Februar 1964  | Innsbruck |
| 1000 m    | 1:25,0 min  | 25. Februar 1965 | Oslo      |
| 1500 m    | 2:09,9 min  | 2. Januar 1965   | Oslo      |
| 3000 m    | 4:42,4 min  | 9. Januar 1965   | Trondheim |
| 5000 m    | 8:17,5 min  | 9. Januar 1965   | Trondheim |
| 10.000 m  | 17:47,2 min | 16. Januar 1966  | Drammen   |